# Sumiyoshi Gukei
Sumiyoshi Gukei (japanisch 住吉 具慶, eigentlicher Name: Sumiyoshi Hirozumi (住吉 広澄); geb. 1631; gest. 23. April 1705) war ein japanischer Maler und zweiter Leiter der Sumiyoshi-Schule der Edo-Zeit.

## Leben und Werk

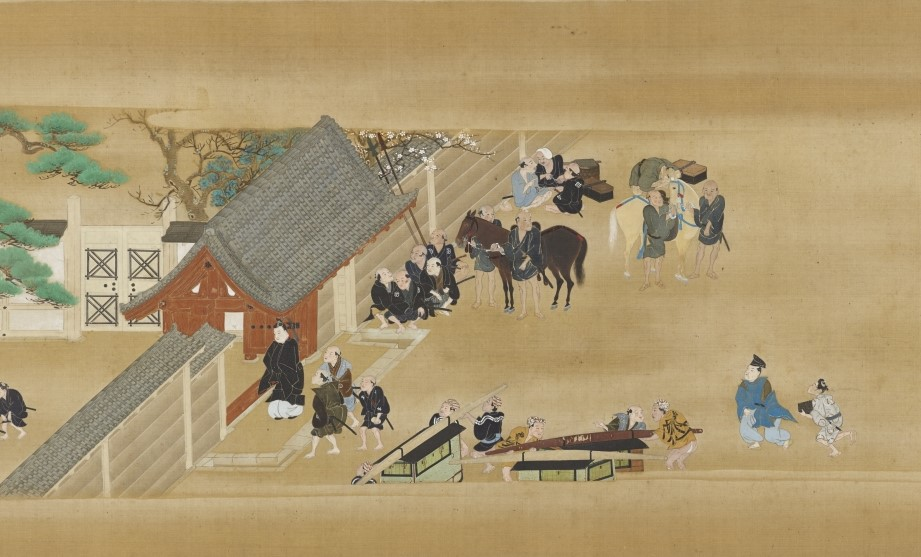
Ansichten in und außerhalb der Hauptstadt (Detail)

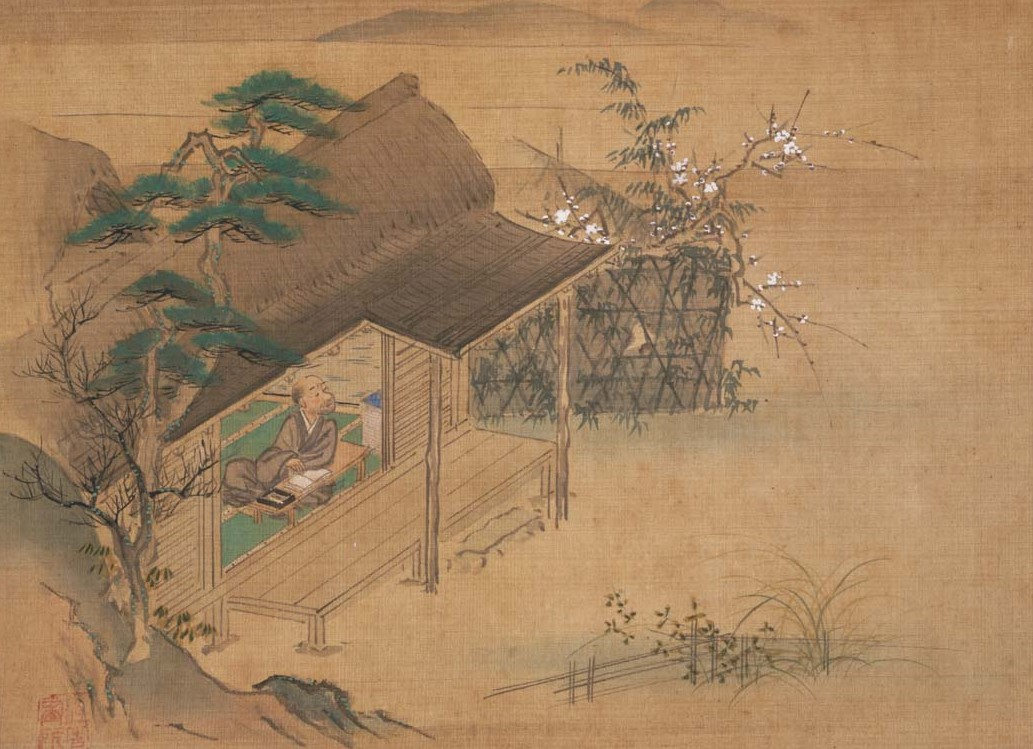
Tsurezuregusa (Detail)

Sumiyoshi Hirozumi war der älteste Sohn des Gründers der Sumiyoshi-Schule, Sumiyoshi Jokei. Im Jahr 1674 legte er die buddhistischen Gelübde ab und nahm den Namen Gukei an. Er erhielt den Rang Hokkyō.
1685, also nach dem Tode seines Vaters, zog er nach Edo um und wurde offizieller Maler des Shogunats, Oku-eshi (奥絵師), und sicherte damit die Stellung der Sumiyoshi-Familie für die Zukunft. So wurden er und seine Nachfolger – zusammen mit der Tosa-Schule, die in Kyōto für den Kaiserhof tätig war – zu den führenden Vertretern der Yamato-e-Stilrichtung in der Edo-Zeit. Gukei erhielt 1692 den Rang eins Hōgen.
Wie aus den erzählenden Bildrollen, darunter die „Geschichte des Tōshōgū“ (東照宮縁起絵巻, Tōshōgū engi emaki), eine Verklärung des Lebens von Tokugawa Ieyasu im Besitz des Nikkō-Schreins, die er zusammen mit seinem Vater schuf, und die „Geschichte des Hachiman-Schreins in Hakozaki“ (箱崎八幡宮縁起絵巻, Hakozaki Hachiman-gū engi emaki), zu sehen ist, strebte Gukei eine Rückkehr zum klassischen Yamato-e an, dem er aber auch eine neue Note hinzufügte. Zu seinen besten Werken gehören die „Ansichten in und außerhalb der Hauptstadt“ (洛中洛外図, Rakuchū rakugai-zu) im Besitz des Nationalmuseums Tokyo und die Bildrolle „Hauptstadt“ (都鄙図巻, Tohi zukan) im Besitz des Kombu-in, Nara. Sein persönlicher Stil als Genre-Maler zeigt sich in dem bemalten Stellschirm-Paar „Frühling und Herbst in den Wiesen und Feldern“ (春郊放牧田園秋色図, Shunkō hōboku den'en shūshoku-zu byōbu) im Besitz des Enshō-ji (圓照寺) in Nara. Weiter ist die Bildmappe „Tsurezuregusa“ zu erwähnen.